# 森特勒尔城 (南达科他州)
森特勒尔城（英語：Central City），是美国南达科他州下属的一座城市。根据2010年美国人口普查，该市有人口135人。论人口在本州排行第208。